# Cuemba
Cuemba (fins 1975 Neves Ferreira) és un municipi de la província de Bié. Té una extensió de 11.601 km² i 50.978 habitants. Comprèn les comunes de Cuemba, Luando, Munhango i Sachinemuna. Limita al nord amb els municipis de Quirima i Cacolo, a l'est amb el municipi de Moxico, al sud amb el municipi de Camacupa, i a l'oest amb els municipis de Camacupa i Luquembo. Hi ha una estació del Caminho de Ferro de Benguela.